# Марија Милутиновић Пунктаторка
Марија Милутиновић Пунктаторка (рођ. Поповић) (Будим, 3. децембар 1810 — Београд, 17. април 1875) била је учитељица и прва жена адвокат у Србији .

## Биографија
Рођена је 1810. године у породици Поповић у Будиму, где је завршила основну и средњу школу, а након тога Правни факултет свеучилишта у Будиму. У време студирања и живота у Будиму, Марија је упознала Вука Караџића, који је гајио особиту пажњу и поштовање према њој. Поштовање према Вуку Караџићу, Марија је исказивала тако што му је помагала у његовом раду скупљајући народне умотворине и песме.
Године 1836. упознала је Симу Милутиновића Сарајлију, српског песника и Његошевог учитеља. Марија и Сима Милутиновић венчали су се 4. маја 1838. године, а након две године добили су сина Драгутина, који је био инжењер, архитекта, историчар уметности и наставник.
У свој дом у Београду, примала је велики број људи из Војводине и помагала им током школовања . У њеном дому живела је поред осталих и Катарина Ивановић, српска сликарка.
Надимак Пунктаторка добила је од свог супруга Симе Милутиновића, јер је додавала пункте на стихове његовог дела Србијанка, које је поред тога познавала боље од било кога. Поред познавања права, Марија је била веома заинтересована за књижевност, а круг људи са којима се дружила били су углавном писци и песници. Поред матерњег српског, течно је причала и немачким језиком.

## Професија
Своју учитељску каријеру започела 1847. године, када је почела да ради у једној женској приватној основној школи у Београду, где су имућни и угледни људи слали своје ћерке. Радила је и у ОШ „Краљ Петар Први“ у којој је 1852. године добила звање старије учитељке.
Поред учитељског, Марија се бавила и адвокатским послом, што је била њена струка. Од адвокатских услуга није зарађивала, јер је заступала само сиромашне људе и није им наплаћивала услуге.

## Старост и смрт
Последње године живота провела је у тешкој материјалној ситуацији, а и поред тога радила је као адвокат, заступајући велики број сиромашних и угњетаваних, од којих никада није тражила новац.
Преминула је 17. априла 1875. године у Београду, где је и сахрањена .